# Hydrodroma despiciens
Hydrodroma despiciens är en kvalsterart som först beskrevs av Otto Friedrich Müller 1776.  Hydrodroma despiciens ingår i släktet Hydrodroma och familjen Hydrodromidae. Inga underarter finns listade i Catalogue of Life.